# Fashion District (Los Angeles)

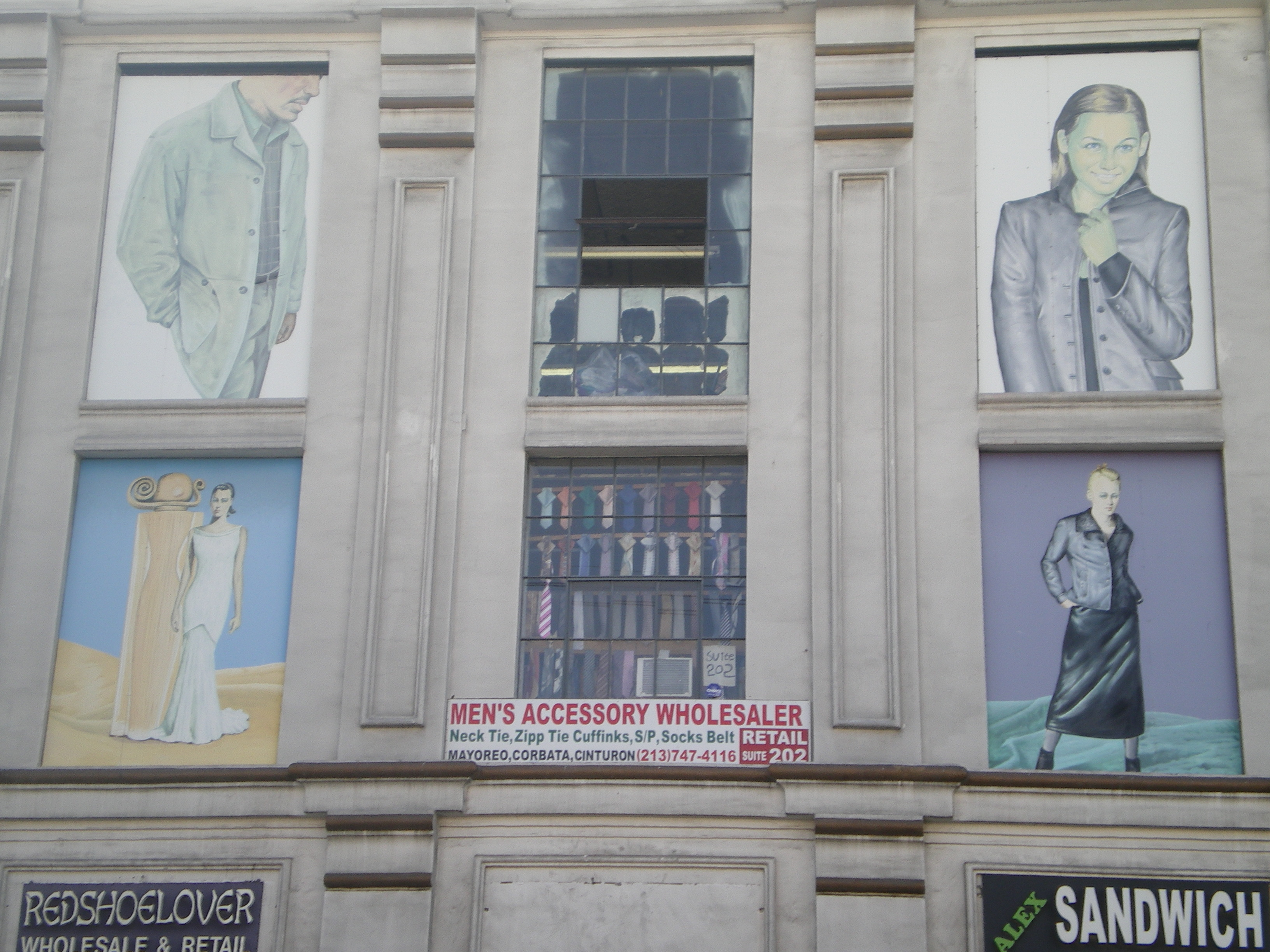
Uno store nel fashion District di Los Angeles

Il Fashion District è un quartiere della Downtown di Los Angeles.
Strettamente legato al settore dell'abbigliamento e della moda, è un centro di progettazione e distribuzione di accessori per l'abbigliamento e dell'industria del tessuto. Il Fashion District si estende su 90 blocchi ed è il centro più grande della costa occidentale degli Stati Uniti.
Il Distretto è inoltre conosciuto per essere uno dei migliori posti dove fare acquisti per abbigliamento, accessori, cosmetici e scarpe. Molte aziende di abbigliamento hanno la loro produzione in questo quadrilatero della moda. Tra questi American Apparel e Andrew Christian.
La Shopping Area più popolare del quartiere è denominata Santee Alley ed il suo percorso si snoda tra la Maple e la Santee Street estendendosi fino a Olympic Boulevard ed a Pico Boulevard.
L'area è inoltre nota sia per la presenza di falsari che vendono prodotti contraffatti che per il commercio illegale di animali vivi. Per questo motivo la polizia di Los angeles effettua periodicamente controlli per arrestare i contraffattori. Nel 2006 nel corso di un raid durato due giorni le autorità sequestrarono merce contraffatta per un valore di 18,4 milioni di Dollari rinvenendo falsi gioielli Tiffany oltre a borse, vestiti, occhiali e scarpe contraffatte.